# Dominic Dugasse
Dominic Dugasse (Victoria, 19 de abril de 1985) es un deportista seychellense que compite en judo. Ganó una medalla de bronce en el Campeonato Africano de Judo de 2019 en la categoría de –100 kg.

## Palmarés internacional
| Campeonato Africano | Campeonato Africano         | Campeonato Africano | Campeonato Africano |
| Año                 | Lugar                       | Medalla             | Categoría           |
| ------------------- | --------------------------- | ------------------- | ------------------- |
| 2019                | Ciudad del Cabo (Sudáfrica) | Medalla de bronce   | –100 kg             |